# Femkamp (friidrott)
Femkamp inom friidrott var dels en mångkamp för herrar under första halvan av 1900-talet, dels en mångkamp för damer praktiserad ungefär mellan 1950 och 1980 och dels en mångkamp som fortfarande utövas inomhus.

## Femkamp för herrar
I Sverige utövades grenen från 1898 fram till 1950-talet - svenskt mästerskap hölls från 1898 till 1953 (om än högst sporadiskt de första åren).
Grenen var med i OS åren 1912, 1920 och 1924.
Man tävlade i längdhopp, spjutkastning, 200 meter, diskuskastning samt 1500 meter. Avgörande var summan av platssiffrorna i de olika grenarna. Vid OS sade reglerna att endast de tolv främsta fick delta i den fjärde grenen och de sex bästa i den femte och sista. 
Efter 1924 tog tiokampen över, och senare har grenen utövats högst sporadiskt.

## Femkamp för damer
Första femkampen för damer hölls vid Damspelen 1922 i Monaco, ordinarie femkamp för damer infördes 1934 vid den fjärde damolympiaden i London.  Den anordnades sedan vid de olympiska spelen mellan 1964 och 1980. 1984 ersattes den av sjukamp. De första svenska mästerskapet i femkamp för damer hölls 1951. 
Grenarna som det tävlades i var kulstötning, höjdhopp, häcklöpning, sprint och längdhopp.
Idag har man gått över till sjukamp, men tävlar fortfarande i femkamp vid begränsningar på arenorna. Inomhus kan man exempelvis inte tävla i spjutkastning. Grenarna i en inomhus-femkamp är 60 meter häck, höjdhopp, kulstötning, längdhopp och 800 meter.
Världsrekordet inomhus innehas av ukrainskan Natalya Dobrynska som noterade 5013 poäng på IVM i Istanbul 2012 och därmed blev först över 5000 p.